# Kurt Nielsen
Pour les articles homonymes, voir Nielsen.
Pour l’article ayant un titre homophone, voir Kurt Nilsen.
Kurt Nielsen, né le 19 novembre 1930 à Copenhague et mort le 11 juin 2011, est un joueur danois de tennis.
Il est le premier Danois à remporter un titre du Grand Chelem de tennis à Wimbledon en 1947 avec le titre Junior en simple. Il est le grand-père de Frederik Nielsen. Il a atteint 2 fois la finale en simple à Wimbledon.
Après sa carrière, il officie notamment en tant que superviseur sur le circuit ATP.

## Palmarès

### Titres en double mixte
|   | Date | Nom et lieu du tournoi        | Cat. | ($) | Surf.        | Partenaire | Finalistes              | Score         |
| 1 | 1952 | Internationaux d'Italie, Rome |      |     | Terre battue | A. McGuire | M. J. de Riba E. Migone | 4-6, 6-3, 6-3 |

## Résultats en grand chelem
- Internationaux de France : huitièmes de finale en 1952, 1955, 1956, 1957, 1959
- Tournoi de Wimbledon : finaliste en 1953 et 1955 ; demi-finaliste en 1958.